# Jessen Paulin
Jessen Paulin (ur. 29 maja 1974 w Senneterre) – kanadyjski strongman.
Jeden z najlepszych kanadyjskich siłaczy. Mistrz Kanady Strongman w latach 2005 i 2006. Mistrz Ameryki Północnej Strongman w latach 2007 i 2008.

## Życiorys
Jessen Paulin bierze udział w zawodach siłaczy od 1999 r. Jego trenerem był wielokrotny Mistrz Kanady Strongman, Hugo Girard.
Wziął udział do tej pory łącznie cztery razy w indywidualnych Mistrzostwach Świata Strongman, w latach 2002, 2003, 2005 i 2006. W Mistrzostwach Świata Strongman 2002, Mistrzostwach Świata Strongman 2005 i Mistrzostwach Świata Strongman 2006 nie zakwalifikował się do finałów.
W połowie 2008 r., z powodu niezadowalających wyników, zrezygnował z udziału w zawodach międzynarodowych.
Mieszka w mieście Gatineau (prowincja Quebec).
Wymiary:
- wzrost 190 cm
- waga 135 – 140 kg
- biceps 55 cm
- klatka piersiowa 138 cm
- talia 101 cm

## Osiągnięcia strongman
- 1999

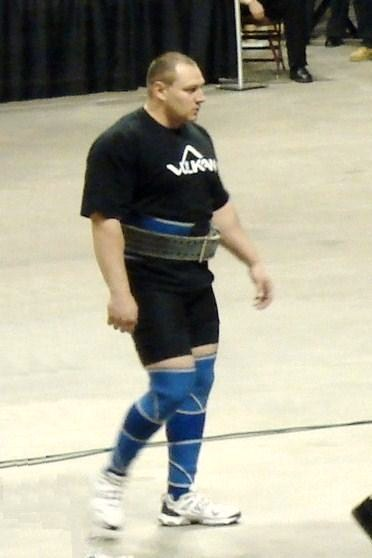
Jessen Paulin, 2007

  - 9. miejsce - Mistrzostwa Kanady Strongman
- 2000
  - 1. miejsce - Mistrzostwa Prowincji Quebec Strongman[10]
  - 2. miejsce - Mistrzostwa Kanady Strongman
- 2001
  - 1. miejsce - Mistrzostwa Prowincji Quebec Strongman
  - 3. miejsce - Mistrzostwa Kanady Strongman
  - 7. miejsce - Mistrzostwa Ameryki Północnej Strongman 2001
- 2002
  - 1. miejsce - Mistrzostwa Prowincji Quebec Strongman
  - 2. miejsce - Mistrzostwa Kanady Strongman
- 2003
  - 2. miejsce - Mistrzostwa Kanady Strongman
  - 9. miejsce - Super Seria 2003: North Bay
  - 8. miejsce - Mistrzostwa Świata Strongman 2003, Wodospady Wiktorii, Zambia
- 2004
  - 2. miejsce - Mistrzostwa Kanady Strongman
- 2005
  - 4. miejsce - Drużynowe Mistrzostwa Świata Par Strongman 2005
  - 1. miejsce - Mistrzostwa Prowincji Quebec Strongman[11]
  - 2. miejsce - Super Seria 2005: Mohegan Sun
  - 1. miejsce - Mistrzostwa Kanady Strongman
- 2006
  - 3. miejsce - Super Seria 2006: Moskwa
  - 1. miejsce - Mistrzostwa Kanady Strongman
  - 11. miejsce - Puchar Świata Siłaczy 2006: Grodzisk Mazowiecki
- 2007
  - 12. miejsce - Super Seria 2007: Mohegan Sun
  - 2. miejsce - Mistrzostwa Kanady Strongman
  - 1. miejsce - Mistrzostwa Ameryki Północnej Strongman 2007
- 2008
  - 12. miejsce - Super Seria 2008: Mohegan Sun
  - 5. miejsce - Mistrzostwa Kanady Strongman
  - 1. miejsce - Mistrzostwa Ameryki Północnej Strongman 2008